# Shell (film, 2024)
Pour les articles homonymes, voir Shell.
Pour plus de détails, voir Fiche technique et Distribution.
Shell est un film américain réalisé par Max Minghella et sorti en 2024.
Il est présenté au festival international du film de Toronto 2024.

## Synopsis
Dans un futur proche, l'actrice Samantha obtient un essai gratuit chez Shell, une entreprise de cosmétiques en plein essor qui promet une jeunesse éternelle : elle se lie d'amitié avec la PDG de l'entreprise Zoe Shannon mais, lorsqu'elle se rend compte que des patients de Shell ont disparu, notamment l'influenceuse Chloe Benson, Samantha réalise que tout ne va peut-être pas bien.

## Fiche technique
Sauf indication contraire, les informations mentionnées dans cette section peuvent être confirmées par la base de données cinématographiques IMDb,  présente dans la section « Liens externes ».
- Titre original : Shell
- Réalisation : Max Minghella
- Scénario : Jack Stanley
- Musique : Eldad Guetta
- Décors : Susie Mancini
- Costumes : Mirren Gordon-Crozier
- Photographie : Drew Daniels
- Montage : Gardner Gould
- Production : Max Minghella, Elisabeth Moss, Lindsay McManus, Fred Berger, Brian Kavanaugh, Alicia Van Couvering
- Sociétés de production : Range Media Partners, Love & Squalor Pictures, Dark Castle Entertainment et Blank Tape
- Société de distribution : Black Bear International (Royaume-Uni)
- Pays de production :  États-Unis
- Langue originale : anglais
- Format : couleur
- Genre : thriller psychologique
- Durée : 100 minutes
- Date de sortie[2] :
  - Canada : 8 septembre 2024 (festival de Toronto)
- Classification[3] :
  - États-Unis : R

## Distribution
- Kate Hudson : Zoe Shannon
- Elisabeth Moss : Samantha
- Kaia Gerber : Chloe Benson

## Production
En juillet 2020, Deadline Hollywood annonce que HBO Max a acquis les droits de Shell, un scénario de Jack Stanley dont la réalisation sera confiée à Max Minghella.
En mai 2023, Deadline annonce que la distribution comprendra Elisabeth Moss, Kate Hudson et Kaia Gerber.
La production est assurée par Automatik (Fred Berger et Brian Kavanaugh Jones), Blank Tape (Max Minghella), Love & Squalor Pictures (Elisabeth Moss et Lindsey McManus) et Alicia Van Couvering.
Le réalisateur Max Minghella déclare : « Shell propose un film de genre extrêmement divertissant avec des personnages emblématiques et des thèmes universels qui feront forcément parler les gens longtemps après avoir quitté le cinéma. Je suis tellement ravi de lui donner vie avec ce casting extraordinaire ». De son côté, l'actrice et productrice Elisabeth Moss ajoute : « C'est l'un des scénarios les plus uniques, divertissants et spéciaux que j'ai jamais lu et je suis très honoré d'en faire partie en tant qu'acteur et flatté que Max soit venu me voir avec ce personnage, qui ne ressemble à aucun personnage que j'ai déjà joué auparavant. Ayant travaillé avec Max pendant des années sur The Handmaid's Tale, je suis très heureuse d'être dirigée par lui car je suis une grande fan de lui en tant que cinéaste ».

### Tournage
Le tournage débute à Los Angeles en décembre 2023,.